# Перфектното престъпление
„Перфектното престъпление“ (на английски: The Perfect Crime) е епизод № 3 от третия сезон на телевизионния американски съспенс сериал-антология „Алфред Хичкок представя“. Епизодът е режисиран от Алфред Хичкок и се излъчва по канал CBS на 20 октомври 1957 г.

## Сюжет
Внимание:  Текстът по-долу разкрива сюжета на произведението (или части от него)!
Арогантният детектив Чарлз Къртни (Виктор Прайс), се гордее, че не е извършил нито една грешка в дългата си забележителна кариера. Той държи на рафт в библиотеката предмети, свързани с разследвани от него случаи. Всеки от тези предмети е етикиран с име и година, за да припомнят съответно разкрито от него престъпление. На рафта има едно празно място, обозначено с празен етикет, което Къртни пази за „перфектното престъпление“. Един ден неговият гост – адвокатът Джон Грегъри (Джеймс Грегъри) зашеметява Кортни, когато му представя доказателства, че детективът обвинил невинен човек, който впоследствие е екзекутиран. Зашеметен от разкритията, Къртни убива адвоката, и го изгаря в грънчарската си пещ. Изработва ваза и я поставя в откритото пространство на рафта си като спомен за своето перфектно престъпление...

## В ролите
| Актьор         | Роля          |
| -------------- | ------------- |
| Винсънт Прайс  | Чарлз Къртни  |
| Джеймс Грегъри | Джон Грегъри  |
| Гевин Гордън   | Ърнест Уест   |
| Мериън Стюарт  | Алис Уест     |
| Марк Дана      | м-р Харингтън |